# Olynthus narbal
Espèce
Synonymes
- Thecla narbal Hewitson, 1867[1]

Olynthus narbal est une espèce d'insectes lépidoptères (papillons) de la famille des Lycaenidae, de la sous-famille des Theclinae et du genre Olynthus.

## Systématique
Olynthus narbal a été décrit par Caspar Stoll en 1790 sous le nom initial de Papilio narbal.

## Nom vernaculaire
Olynthus narbal se nomme Narbal Hairstreak en anglais,.

## Description
Olynthus narbal est un petit papillon aux pattes et aux antennes cerclées de blanc et noir, avec une fine queue noire à extrémité blanche à chaque aile postérieure.
Le dessus des ailes est bleu métallisé largement bordé de noir avec aux ailes antérieures une tache ronde marron proche du milieu du bord costal.
Le revers est ocre beige avec une tache rouge basale aux ailes antérieures et aux ailes postérieures, et aux ailes postérieures une ligne postdiscale discontinue formée de lignes courbes blanches, une grosse tache marron proche du bord costal et un ocelle anal marron.

## Écologie et distribution
Olynthus narbal est présent au Panama, en Colombie, au Pérou, au Venezuela, au Brésil, au Surinam et en Guyane,,.

### Protection
Pas de statut de protection particulier.